# Obscuriphantes
Obscuriphantes es un género de arañas araneomorfas de la familia Linyphiidae. Se encuentra en  Europa  y Rusia asiática.

## Lista de especies
Según The World Spider Catalog 12.0:
- Obscuriphantes bacelarae (Schenkel, 1938)
- Obscuriphantes obscurus (Blackwall, 1841)
- Obscuriphantes pseudoobscurus (Marusik, Hippa & Koponen, 1996)